# Маковійчук Віктор Федорович
Віктор Федорович Маковійчук (5 травня 1964, с. Шилівці, Хотинський район, Чернівецька область — 23 вересня 1983, Афганістан) — радянський військовик, учасник афганської війни.

## Життєпис
Народився 5 травня 1964 року в с. Шилівці Хотинського району. Закінчив Чернівецьке ПТУ № 6 за професією електрогазозварювальника.
До лав радянської армії був призваний 21 вересня 1982 року Хотинським РВК.
В Афганістані з березня 1983 року. Служив навідником-оператором БМП в десантно-штурмовому батальйоні в/ч польова пошта 93992, що дислокувалася у м. Джелалабад. Неодноразово брав участь у бойових операціях.
Загинув від важких поранень 23 вересня 1983 року, беручи участь у бою з моджахедами в районі пакистанського кордону.
Похований у с. Шилівці, Хотинського району, Чернівецької області.

## Нагороди
- орден Червоної Зірки (посмертно)